# Hunter Biden
Robert Hunter Biden (sinh ngày 4 tháng 2 năm 1970) là một luật sư người Mỹ, ông là con trai thứ hai của đương kim Tổng thống Hoa Kỳ Joe Biden. Ông cũng là một đối tác tại Rosemont Seneca Partners, một công ty tư vấn quốc tế.
Biden phục vụ trong hội đồng quản trị của Burisma Holdings, một nhà sản xuất chính khí tự nhiên Ukraina, từ 2014 đến 2019. Năm 2019, Tổng thống Donald Trump tuyên bố rằng Joe Biden đã tìm cách sa thải một công tố viên Ukraine để bảo vệ Hunter Biden khỏi cuộc điều tra. Trong một cuộc phỏng vấn được ghi nhận tại Hội đồng Quan hệ đối ngoại vào tháng 1 năm 2018, Joe Biden đã kể lại việc giữ lại 1 tỷ đô la tiền bảo lãnh cho khoản vay của Hoa Kỳ để đổi lấy việc chấm dứt công tố viên nhà nước Ukraina; tuy nhiên, đã có báo cáo rằng Hunter Biden không bị điều tra. Trump bị cáo buộc cố gắng gây áp lực với chính phủ Ukraina để điều tra Bidens bằng cách từ chối viện trợ nước ngoài đã kích hoạt một cuộc điều tra luận tội vào tháng 9 năm 2019.

## Tiểu sử
Biden sinh ngày 4 tháng 2 năm 1970, trong Wilmington. Anh là con trai thứ hai của Neilia Biden (nhũ danh Hunter) và Joe Biden, người sau này đại diện cho Thượng viện Hoa Kỳ từ năm 1973 đến 2009 và từng là Phó Tổng thống Hoa Kỳ từ năm 2009 đến 2017. Mẹ và em gái của Hunter Biden, Naomi, đã thiệt mạng trong một vụ tai nạn ô tô vào ngày 18/12/1972. Biden và anh trai của mình, Beau, cũng bị thương nặng trong vụ tai nạn đó. Hunter và Beau Biden sau đó đã khuyến khích cha mình kết hôn lần nữa, và Jill Jacobs đã trở thành mẹ kế của Hunter và Beau vào năm 1977. Chị gái cùng cha khác mẹ của Biden, Ashley, sinh năm 1981.
Giống như cha và anh trai của mình, Biden đã theo học Học viện Arch mật, một trường trung học Công giáo tại Claymont, Delaware. Năm 1992, anh tốt nghiệp Đại học Georgetown với bằng cử nhân lịch sử. Trong năm sau khi tốt nghiệp đại học, anh làm tình nguyện viên Dòng Tên tại một nhà thờ ở Portland, Oregon, nơi anh gặp và cuối cùng kết hôn với Kathleen Buhle. Sau khi tham dự Trung tâm Luật Đại học Georgetown trong một năm, anh chuyển sang Trường Luật Yale, tốt nghiệp năm 1996.